# 波格列比 (捷季耶夫區)
49°28′40″N 29°39′26″E / 49.47778°N 29.65722°E

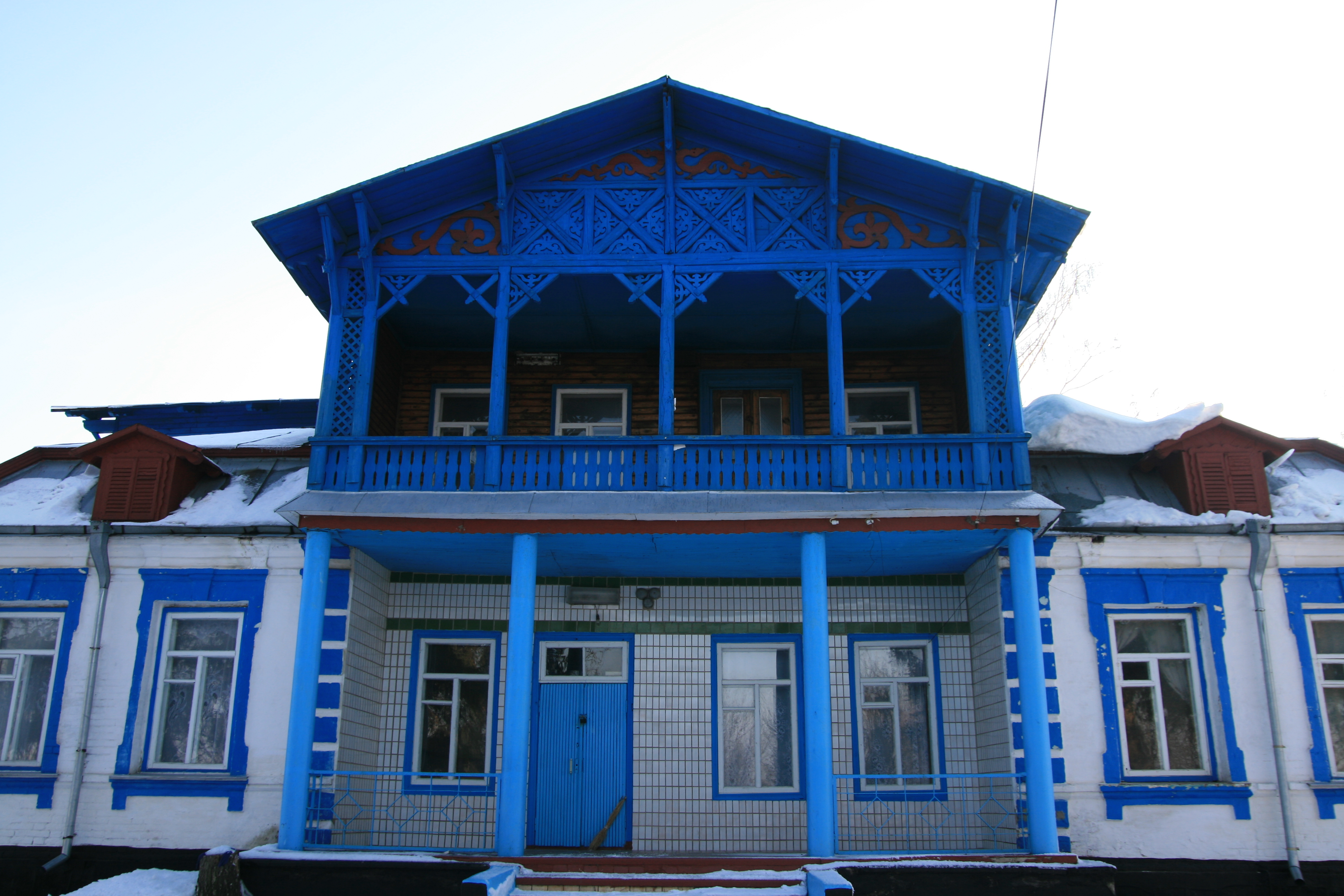

波赫雷比（烏克蘭語：Погреби）是位於烏克蘭北部的村莊，由基辅州白采爾克瓦區的泰蒂伊夫市鎮負責管轄。該村面積1.06平方公里，海拔高度186米，2001年人口274，人口密度每平方公里259.7人。

## 外部連結
- Историческая информация о селе Погребы （页面存档备份，存于） （俄文）